# 韋爾布卡 (列季奇夫區)
49°23′19″N 27°44′43″E / 49.38861°N 27.74528°E
韋爾布卡（烏克蘭語：Вербка）是位於烏克蘭西部的村莊，由赫梅利尼茨基州裡赫梅利尼茨基區的萊蒂奇夫市鎮負責管轄。該村處於韋爾布卡河畔，面積2.35平方公里，海拔高度289米，2001年人口725。